# Амбарчик (село)
Амба́рчик — село в Нижнеколымском районе Республики Якутии Российской Федерации. Входит в состав муниципального образования Походский наслег.
Порт Восточно-Сибирского моря.

## Название
Первыми строениями на месте современного посёлка стали амбары, возведённые в 1741 году участником Великой северной экспедиции Д. Я. Лаптевым перед походом от устья Колымы на реку Анадырь. По этим амбарам получила своё название бухта и посёлок, возникший впоследствии на её берегу.

## География
Амбарчик — самый восточный населенный пункт Якутии, расположен на крайнем северо-востоке региона, на берегу одноимённой бухты Восточно-Сибирского моря, на восточной стороне устья Колымы, в 110 км от районного центра посёлка Черский и 82 километрах от центра наслега Походского, близ административной границы с Чукотским автономным округом.

## Климат
| Показатель                    | Янв.  | Фев.  | Март  | Апр.  | Май  | Июнь | Июль | Авг. | Сен.  | Окт.  | Нояб. | Дек.  | Год   |
| ----------------------------- | ----- | ----- | ----- | ----- | ---- | ---- | ---- | ---- | ----- | ----- | ----- | ----- | ----- |
| Абсолютный максимум, °C       | 6,3   | 2,2   | 3,2   | 6,2   | 24,3 | 31,0 | 32,8 | 31,8 | 21,7  | 13,9  | 4,3   | 6,5   | 32,8  |
| Средний суточный максимум, °C | −25,9 | −26,2 | −19,8 | −11,4 | −0,1 | 9,6  | 12,5 | 10,3 | 4,7   | −5,5  | −15,3 | −23,5 | −7,6  |
| Средняя температура, °C       | −29,3 | −29,3 | −23,4 | −15,4 | −3,7 | 5,1  | 7,8  | 6,6  | 2,0   | −8,1  | −18,5 | −26,8 | −11,1 |
| Средний суточный минимум, °C  | −32,4 | −32,3 | −27   | −19,4 | −7   | 1,5  | 4,0  | 3,3  | −0,5  | −10,9 | −21,8 | −29,9 | −14,4 |
| Абсолютный минимум, °C        | −49,5 | −49,2 | −46,1 | −38,5 | −30  | −17  | −3,8 | −6,4 | −15,4 | −30,3 | −41,7 | −45,9 | −49,5 |
| Норма осадков, мм             | 5     | 4     | 4     | 3     | 6    | 12   | 22   | 20   | 19    | 15    | 10    | 6     | 126   |
| Источник:                     |       |       |       |       |      |      |      |      |       |       |       |       |       |

## История
С открытием и началом разработки в верховьях Колымы месторождений золота появилась острая необходимость в создании морского порта для снабжения появившихся приисков. В ноябре 1932 года в бухте Амбарчик началось возведение причальных сооружений будущего порта и строительство первых речных барж. 22 декабря того же года здесь было организовано речное управление Дальстроя. Строительством порта и посёлка занимались заключённые ГУЛАГа. Лагерь являлся пересыльным, в навигацию через Амбарчик доставляли заключённых, которых пересаживали с морских судов на речные и распределяли по колымским лагерям. С 1935 года в Амбарчике стала действовать гидрометеостанция.
В 1939 году порт был передан под управление Главсевморпути, а управление речного пароходства переведено в Зырянку. В 1954 году лагерь прекратил своё существование.
Из-за не очень благоприятных условий — малых глубин и частых штормов в середине 1950-х гг. было принято решение о переносе порта в более удобное место — Зелёный Мыс. После этого Амбарчик опустел.

## Население
| 2001 | 2002 | 2010 | 2021 |
| ---- | ---- | ---- | ---- |
| 6    | ↘0   | ↗4   | ↘0   |

Постоянных жителей в Амбарчике нет, однако на метеостанции постоянно несут вахту несколько полярников

## Инфраструктура
Метеостанция.

## Памятники
В 1993 году в Амбарчике на месте лагеря был установлен крест со стилизованным изображением барака и надписью «Жертвам политических репрессий 1932—1954 годов от жителей Нижней Колымы».

## Транспорт
Порт.
Неподалёку от села находится взлётно-посадочная полоса для вертолётов и транспортных самолётов.